# Prince Charles Park
Il Prince Charles Park è uno stadio da rugby a 15 e da calcio situato a Nadi, sull'isola di Viti Levu, nelle Figi. 
La capienza normale dello stadio è 15.000 spettatori, esso ospita gli incontri di rugby union e di calcio. Nel 1999 lo stadio ospitò l'Oceania Club Champions, lo stadio ha come funzione principale l'ospitare le gare casalinghe del Nadi F.C. e del Nadi Rugby Union. Il Prince Charles Park è uno stadio locale che ha anche ospitato svariate volte le annuali finale delle coppe calcistiche della nazione. Lo stadio è mantenuto dal distretto di Nadi. Una volta lo stadio era uno dei migliori nelle Figi e oggi si sta lavorando per espandere la capienza a 25.000 posti facendolo così diventare il più ampio stadio delle Isole Figi. Lo stadio ospitò nel 1999 una amichevole tra le squadre calcistiche di Australia e Figi finita 2-1 per i visitatori.